# فريدريك لانجه
فريدريك لانجه (بالألمانية: Friedrich Lange)‏ هو رسام ألماني، ولد في 29 أكتوبر 1834 في بلاو آم زيه في ألمانيا، وتوفي في 18 يوليو 1875 في ستراسبورغ في فرنسا.